# الدخاخة (القفر)

تعديل مصدري - تعديل

الدخاخة محلة تابعة لقرية تالبة، التابعة لعزلة بني مسلم بمديرية القفر إحدى مديريات محافظة إب في الجمهورية اليمنية، بلغ تعداد سكانها 85 حسب تعداد اليمن لعام 2004.